# All-Star Baseball 2000
Az All-Star Baseball 2000 baseball-videójáték, melyet az Iguana Entertainment és a Realtime Associates fejlesztett és az Acclaim Entertainment jelentetett meg. A játék 1999 áprilisában jelent meg, Nintendo 64 és Game Boy Color platformokra. A játéknak egy Windows-verziója is készült, azonban az végül nem jelent meg.
A játék kommentátora John Sterling, akit Michael Kay szakkommentátor egészít ki. A játék borítóján Derek Jeter New York Yankees-beálló szerepel.

## Játékmenet
Az Iguana Entertainment elsőszámú célkitűzésének a mérkőzések felgyorsítását tette meg, míg az All-Star Baseball 99-ben a mérkőzések átlagos hossza 45 perc körül volt, addig a folytatásában ezt körülbelül 30 percre rövidítették, elsősorban a dobódobások közötti holtidő lecsökkentésével. Az előző játék ütőrendszerén is finomítottak, a labda elütéséhez a játékosoknak egy négyzet alakú kurzort kell a dobódobás útjába vezényelniük. Az előző játékkal ellentétben a kurzort már a harmadik dimenzióban is lehet mozgatni, ezzel megkönnyítve a labda irányítását. Mielőtt a dobó eldobná a labdát lehetőség van a dobástípus megtippelésére is, ha a játékos helyesen tippelt, akkor megnő az ütőkurzorja, ha helytelenül, akkor kisebb lesz.
A baseballjátékosok animációjához az előző játékhoz viszonyítva kétszer annyi képkockát használtak, de több, mint 400 új animációt is készítettek, illetve a sorozatban először napszemüvegek, magasszárú zoknik és levegőben szálló homokszemcsék is helyet kaptak.

## Fogadtatás
| Összegzőoldal | Értékelés | Értékelés |
| Összegzőoldal | GBC       | N64       |
| ------------- | --------- | --------- |
| GameRankings  | 60%       | 88%       |

| Szerző          | Értékelés | Értékelés |
| Szerző          | GBC       | N64       |
| --------------- | --------- | --------- |
| AllGame         | N/A       | [ 5 ]     |
| EGM             | N/A       | 8,875/10  |
| Game Informer   | 7,25/10   | 8/10      |
| GameFan         | N/A       | 91%       |
| GamePro         | N/A       | [ 10 ]    |
| GameRevolution  | N/A       | A−        |
| GameSpot        | N/A       | 8,9/10    |
| Hyper           | N/A       | 92%       |
| IGN             | 6/10      | 9/10      |
| Next Generation | N/A       | [ 16 ]    |
| Nintendo Power  | N/A       | 8/10      |

A GameRankings kritikaösszegző weboldal adatai szerint a játék Nintendo 64-verziója kedvező, míg a Game Boy Color-kiadása megosztott kritikai fogadtatásban részesült. A Next Generation 4/5 csillagra értékelte a játék Nintendo 64-verzióját, kiemelve, hogy „Továbbra is ez a Nintendo 64 legjobb baseballjátéka, azonban egy kicsit több munkával hibátlan folytatás lehetett volna.” Az IGN 9/10 pontot adott a játék Nintendo 64-verziójára, azt az általuk valaha játszott legjobb baseballjátéknak nevezve. A weboldal dicsérte a grafikát, az animációkat és a játékmenetet, míg negatívumként a hangzást és a mentések nagy méretét emelte ki. Az IGN a Game Boy Color-változatot már kevésbé kedvező 6/10-es pontszámmal értékelte, dicsérve a játékmenetet, azonban a grafikát, az animációkat és az ütőrendszert negatívumként hozta fel. Mindezek ellenére a platform legjobb baseballjátékának nevezték, azonban megjegyezték, hogy a játék messze elmarad a legjobb hordozható baseballjátéktól, a Neo Geo Pocket Colorra megjelent Baseball Starstól.
A Nintendo Power az év legszebb játékának választotta.